# Magic Johnson
Earvin "Magic" Johnson Jr. (Lansing, 14 de agosto de 1959) é um empresário e comentarista esportivo norte-americano. É mais conhecido pela sua carreira como basquetebolista na National Basketball Association (NBA), na qual foi armador, técnico por um curto período em 1994 ficando de fora dos Playoffs daquela temporada e, posteriormente, presidente de operações desportivas do Los Angeles Lakers.
É considerado por muitos como um dos melhores armadores da história da NBA. Reconhecido pela sua extraordinária técnica com a bola, foi o ponto central do estilo de jogo do Lakers que ficou conhecido como "Showtime". Johnson ganhou cinco vezes o título da NBA, três vezes o prêmio de MVP, três vezes o prêmio de MVP das Finais, duas vezes o prêmio de MVP do Jogo das Estrelas e uma medalha de ouro olímpica com o Dream Team dos Estados Unidos. Foi quatro vezes o líder de assistências da liga, duas vezes o líder de roubos de bola, escolhido 12 vezes para o Jogo das Estrelas e 10 vezes para o Melhor Time da NBA. É o jogador com a maior média de assistências por jogo (11,2) da história da NBA. Em 1996, foi escolhido um dos 50 maiores jogadores da história da NBA e, em 2021, foi escolhido um dos 75 maiores jogadores da história da NBA. Foi induzido ao Basketball Hall of Fame em 2002, pela sua carreira individual, e em 2010, como membro do Dream Team.
Disputou basquete universitário pela Michigan State University, onde foi campeão da Primeira Divisão da NCAA em 1979. Na liga universitária, tornou-se amigo e rival do ala Larry Bird — rivalidade que se estenderia para a NBA, onde se enfrentaram três vezes em finais. Johnson ingressou na NBA em 1979, ao ser escolhido pelo Los Angeles Lakers com a primeira escolha geral no draft. Em sua primeira temporada, conquistou seu primeiro título e se tornou o primeiro novato a conquistar o prêmio de MVP das Finais. Sua atuação no sexto jogo da série final, onde foi improvisado em diferentes posições, é considerada uma das maiores da história da liga. "Johnson redefiniu a esfera tradicional de posição porque ele podia ser excelente em qualquer fase do jogo".
Aposentou-se abruptamente do esporte em 1991, após anunciar que havia contraído HIV. Ele retomou a carreira para participar do Jogo das Estrelas de 1992, do qual foi eleito o MVP. Porém, em razão de protestos de outros jogadores sobre a sua condição de saúde, ele se aposentou novamente antes de retornar em 1996, aos 36 anos, para disputar mais 32 jogos pelo Lakers antes de se aposentar definitivamente. Após sua aposentadoria, tornou-se um porta-voz do sexo seguro e da prevenção contra o HIV e a AIDS. Em 1991, ele criou a Fundação Magic Johnson, que busca auxiliar as pessoas no combate à doença.
Johnson também é empresário através das Empresas Magic Johnson, por meio da qual investe e realiza ações filantrópicas. Ele já foi acionista minoritário do Los Angeles Lakers e integrou o grupo de empresários que adquiriu o Los Angeles Dodgers e o Los Angeles Sparks. Ele também atua como comentarista esportivo no programa televisivo NBA Countdown, da rede norte-americana ABC.

## Carreira amadora

### Infância e ensino médio
"Eu praticava todos os dias. Eu ia até a loja driblando com a minha mão direita e voltava driblando com a minha mão esquerda. Aí, eu dormia com a bola."—  Magic Johnson.
Earvin Johnson Jr. nasceu em 14 de agosto de 1959, em Lansing, no estado de Michigan, filho de Earvin Johnson Sr., que trabalhava como montador na General Motors e Christine, zeladora em uma escola local. Ele era o sétimo filho da família, que ainda viria a ter mais três após o seu nascimento. A família Johnson morava em uma casa de três quartos em Lansing e, desde cedo, Earvin Jr. passou a realizar pequenos trabalhos para conseguir um dinheiro extra: aos 10 anos, por exemplo, ele já tinha o seu próprio negócio de jardinagem.
Durante as poucas horas livres que tinha, o pai de Earvin sempre assistia a jogos da NBA na televisão. Tanto ele quanto sua esposa haviam praticado basquete enquanto jovens. Afora o interesse dos pais, os irmãos de Earvin Jr. também praticavam o esporte, de forma que não foi surpresa quando ele passou a jogar. Quando não estava praticando, Earvin Jr. conversava com o seu pai sobre o esporte, "(...) sobre detalhes que poderiam ajudar um jogador comum a se tornar um bom jogador, e um bom jogador se tornar um grande jogador. Johnson disse que seu pai o ajudou a entender a importância das pequenas coisas no basquete".
No outono de 1974, aos 14 anos, Earvin Jr. ingressou na Everett High School para cursar o ensino médio. Ele desejava rumar para a Sexton High School, uma instituição composta apenas por jovens negros e "que respirava basquete por suas paredes", mas, em meio às tensões raciais que ocorriam nos Estados Unidos à época, foi designado para a Everett por morar além da linha divisória de comunidades. Earvin encontrou problemas no time de basquete da escola, uma vez que seus companheiros — em sua maioria, jovens brancos — evitavam passar-lhe a bola. Foi necessária uma conversa com o treinador George Fox para que a situação fosse resolvida. Mesmo sendo o jogador mais alto do time, Fox escalou Earvin como armador, por conta de sua habilidade no drible e no passe. Gradualmente, o nível do jogo da Everett cresceu e, no segundo ano de Earvin na escola, o time já era um dos melhores do estado de Michigan.
Foi durante o seu segundo ano na Everett High School que Earvin recebeu o apelido "Magic". Ele tinha somente 15 anos e, em uma partida contra o instituto Jackson Price, um dos líderes do campeonato, conseguiu um triplo-duplo de 36 pontos, 18 rebotes e 16 assistências. Fred Stabley Jr., um repórter esportivo do Lansing State Journal, um diário local, deu-lhe o apelido — para desgosto de sua mãe que, cristã devota, acreditou tratar-se de uma blasfêmia. Johnson conduziu a Everett a uma série de 27—1 e, com médias de 28,8 pontos e 16,8 rebotes, conduziu seu colégio ao título estadual, marcando 34 pontos e pegando 14 rebotes no jogo final, decidido na prorrogação.

### Carreira universitária
Após uma carreira de sucesso no ensino médio, Johnson foi sondado por inúmeras universidades norte-americanas para disputar a liga universitária de basquete, mas preferia jogar mais próximo de casa; sua decisão final ficou entre a Universidade de Michigan e a Universidade do Estado de Michigan. Ele optou por esta última por dois motivos: nesta, ele poderia atuar em sua posição de origem, enquanto naquela ele corria o risco de não ser titular por conta dos talentos já presentes na equipe.
Johnson não tencionava seguir carreira profissional no basquete. Tendo o sonho de atuar como comentarista televisivo, ele preferiu por se concentrar em seu curso de comunicação. Todavia, em seu primeiro ano na universidade, ele alcançou médias de 17,0 pontos, 7,9 rebotes e 7,4 assistências por jogo, conduzindo os "Espartanos" (apelido da equipe) ao seu melhor desempenho em 11 anos, com uma série de 25—5 que levou aquele time ao título da Big Ten Conference e ao torneio da primeira divisão da NCAA em 1978. A competição durou 16 dias e os Espartanos chegaram à final da região do médio-oriente, mas foram derrotados para a Universidade de Kentucky por 52 a 49. Sua exibição no jogo decisivo foi, no mínimo, discreta: ele esteve em quadra por 39 minutos e acertou somente dois arremessos em 10 tentativas. Foram seis pontos, cinco assistências, quatro rebotes e dois roubos de bola, contrastando com quatro faltas cometidas e seis erros, maior número da partida. Todavia, o desempenho de Johnson em sua primeira temporada lhe rendeu o prêmio de Calouro do Ano da conferência Big Ten e, também, sua inclusão no Melhor Time desta.
Antes do início da temporada de 1978-79, Earvin estampou a capa da revista Sports Illustrated, trajando um smoking e, ao seu lado, o título "O super segundanista". Com a temporada em andamento, a Estadual de Michigan, novamente, qualificou-se para a primeira divisão da NCAA. Desta vez, os Espartanos chegaram ao campeonato da primeira divisão e alcançaram a final. O adversário do último confronto era a Universidade de Indiana, comandada por Larry Bird. Naquele que foi um dos jogos de basquete universitário mais assistido de todos os tempos, a Estadual de Michigan venceu a Universidade de Indiana por 75 a 64 e conquistou o título da NCAA. Johnson marcou 24 pontos, pegou sete rebotes e distribuiu cinco assistências, recebendo o prêmio de Melhor Jogador do Final Four (a série dos quatro jogos finais). Bird, por sua vez, marcou 19 pontos (embora tenha acertado apenas 7 de 21 arremessos), pegou 13 rebotes e distribuiu duas assistências, naquele que seria o primeiro encontro de uma rivalidade que se estenderia anos.
Aquele foi o último ano de Earvin na universidade: aos 20 anos, ele optou por declarar-se elegível para o draft de 1979 e deixou a Estadual de Michigan após dois anos, tendo obtido, pelos "Espartanos", médias de 17.1 pontos, 7,6 rebotes e 7,9 assistências por jogo.

## Carreira na NBA

### Temporada de novato (1979—80)
Johnson foi draftado pelo Los Angeles Lakers com a primeira escolha geral do draft de 1979. Para ele, o "mais incrível" em ir para o Lakers foi a oportunidade de jogar junto do pivô Kareem Abdul-Jabbar, que viria a se tornar o maior pontuador da história da NBA. Apesar de Jabbar ter estabelecido um domínio sobre os demais pivôs da liga, ele não havia conseguido ganhar um campeonato com os Lakers, e esperava-se que Johnson pudesse ajudá-lo a alcançar esse objetivo. Durante a temporada regular, Earvin apresentou médias de 18,0 pontos, 7,7 rebotes e 7,3 assistências por jogo, sendo selecionado para o Melhor Quinteto de Revelações da NBA e foi votado como titular do Jogo das Estrelas da NBA — a Revelação do Ano foi justamente Larry Bird, do Boston Celtics, com quem Earvin havia estabelecido uma rivalidade durante a universidade.
Os Lakers apresentaram uma série de 60—22 durante a temporada regular e chegaram às finais da NBA de 1980, na qual enfrentaram o Philadelphia 76ers, comandado pelo ala Julius Erving. Nos cinco primeiros jogos da série final, os Lakers abriram 3—2. Porém, Abdul-Jabbar (que estava com médias de 33 pontos por jogo durante a série final) torceu o joelho e ficou impossibilitado de atuar no jogo 6. Paul Westhead, técnico dos Lakers, optou por escalar Johnson como pivô. Ele marcou 42 pontos, pegou 15 rebotes, distribuiu sete assistências e roubou três bolas na vitória por 123 a 107 dos Lakers, atuando como armador, ala e pivô em diferentes momentos do jogo. Earvin tornou-se o primeiro novato da história da NBA a receber o prêmio de Jogador Mais Valioso das Finais, e sua performance no jogo 6 é considerada uma das maiores da história da liga. Ele também se tornou um dos quatro jogadores a conquistarem títulos da NCAA e da NBA em anos consecutivos.

### Altos e baixos (1980—1983)
Earvin sofreu uma grave lesão em seu joelho, ainda no início da sua segunda temporada na NBA, que lhe custou quatro meses de recuperação. Ao todo, Johnson esteve de fora de 45 partidas. Com uma série de 54—28, o Los Angeles Lakers caiu ainda na primeira série dos playoffs, perdendo para o Houston Rockets por 2 a 1. No jogo 3 da série, Earvin desperdiçou o último arremesso dos Lakers, arremessando uma air ball (quando a bola sequer toca o aro). Para Pat Riley, então técnico-assistente da equipe, o retorno de Johnson tornou os Lakers uma "equipe dividida". Escreveu J. Chris Roselius, 
"Johnson foi responsabilizado pela saída precoce dos playoffs. Seu retorno à equipe em fevereiro forçou o time a realizar mudanças abruptas. Norm Nixon foi de ala-armador para armador e, então, de volta para ala-armador, e Nixon disse que a troca de posições prejudicou o seu jogo. Houve rumores de que os jogadores estavam irritados com a atenção recebida por Johnson durante o seu retorno após a lesão no joelho, que feriu a química do time."
Durante as férias, Johnson assinou um contrato de 25 anos com os Lakers, avaliado em 25 milhões de dólares, naquele que se tornou o contrato mais valioso da história dos esportes até então. No início da temporada de 1981-82, Earvin entrou em rota de colisão com o técnico Paul Westhead, afirmando que ele tornava a equipe "lenta" e "previsível". O ápice da disputa ocorreu quando Johnson requisitou ser trocado; Jerry Buss, dono da franquia, optou pela demissão de Westhead e efetivou Pat Riley como técnico principal. Earvin negou que tenha influenciado na saída de Westhead; porém, ele passou a receber vaias ao redor da liga, até mesmo dos próprios fãs dos Lakers. Em seu primeiro jogo após a demissão de Westhead, Johnson disse, "Eu sei que eu vou ser vaiado, mas eu tenho de lidar com isso. Enquanto eu souber, em meu coração, que eu não tentei demitir [Westhead], eu consigo lidar com isso". Apesar das questões extra-quadra, Johnson teve médias de 18.6 pontos, 9.6 rebotes, 9.5 assistências e 2.7 roubadas de bola (maior média da liga) por jogo, sendo votado para o segundo Melhor Quinteto da NBA. Naquela temporada, ele se juntou a Wilt Chamberlain e Oscar Robertson como os únicos jogadores da NBA a alcançarem 700 pontos, rebotes e assistências na mesma temporada. Os Lakers passaram pelos playoffs sem acumularem nenhuma derrota e, pela segunda vez em três anos, encararam os Sixers nas finais. Os Lakers venceram os Sixers por 4 a 2, com direito a um triplo-duplo de Johnson no sexto jogo, com 13 pontos, 13 rebotes e 13 assistências. Com médias de 16,2 pontos em 53,3% de aproveitamento de arremessos, 10,8 rebotes, 8,0 assistências e 2,5 roubadas de bola por jogo na série final, Earvin recebeu, pela segunda vez em três anos na NBA, o prêmio de Jogador Mais Valioso das Finais. Posteriormente, ele viria a afirmar que aquela foi a temporada na qual os Lakers se tornaram um grande time, creditando o sucesso da equipe à Riley.
Na temporada de 1982-83, Johnson teve médias de 16,8 pontos, 10,5 assistências e 8,6 rebotes por jogo, recebendo a sua primeira nomeação para o Melhor Quinteto da NBA. Os Lakers fizeram uma série de 58—24 e chegaram às finais onde, pela terceira vez, enfrentaram os Sixers que, além de Julius Erving, também contavam com o pivô Moses Malone. Com Norm Nixon, James Worthy e Bob McAdoo prejudicados por lesões, os Lakers foram uma presa fácil para os Sixers, que conquistaram o título da temporada por 4 a 0, com Malone recebendo o prêmio de MVP das finais. Johnson teve médias de 19,0 pontos em 40,3% de aproveitamento de arremessos, 12,5 assistências e 7,8 rebotes por jogo durante a série final.

### Batalhas contra os Celtics (1983—1987)
Em sua quinta temporada, Johnson apresentou médias de 17.6 pontos, 13.1 assistências e 7,3 rebotes por jogo. Os Lakers chegaram às finais pelo terceiro ano consecutivo, contra o Boston Celtics de Larry Bird. Foi o primeiro encontro de Johnson e Bird em uma pós-temporada. Os Lakers venceram o primeiro jogo; no segundo, porém, a equipe liderava o placar por dois pontos a 18 segundos do fim quando Gerald Henderson empatou a partida. Earvin não conseguiu arremessar antes da sirene final e os Lakers perderam por 124 a 121 na prorrogação. Ele respondeu com 21 assistências na vitória por 137 a 104 no terceiro jogo, mas, novamente, cometeu erros cruciais no jogo 4: no minuto final, ele perdeu uma bola para o pivô Robert Parish e, depois, desperdiçou dois lances-livres que poderiam ter dado a vitória aos Lakers; os Celtics venceram, novamente na prorrogação. A série final foi até o sétimo jogo: no minuto final, os Lakers perdiam por três pontos quando Johnson teve a bola roubada por Dennis Johnson, em uma jogada que determinou o fim da série. Larry Bird, MVP da temporada regular, também foi eleito o MVP das finais. Johnson teve médias de 18,0 pontos em 56.0% de aproveitamento de arremessos, 13,6 assistências e 6,6 rebotes por jogo na série final. Posteriormente, ele viria a descrever a série como "o campeonato que devíamos ter vencido, mas não conseguimos". Tendo recebido parte da culpa pela derrota, Johnson disse, 
"Eu me sentei quando [o jogo] havia acabado e pensei, 'Cara, nós perdemos uma das maiores séries de playoff de todos os tempos, não perdemos?' Esta foi uma das maiores [pós-temporadas] da história. Porém, tudo que você lê é sobre o quão mal eu fui."
Durante a temporada regular de 1984-85, Johnson teve médias de 18,3 pontos, 12,6 assistências e 6,2 rebotes por jogo e, novamente, conduziu os Lakers às finais; novamente, contra os Celtics. O primeiro jogo da série colocou a franquia de Larry Bird na posição de favoritos ao título: os Celtics marcaram 148 pontos, estabelecendo um recorde de pontos marcados em um único jogo de final. Abdul-Jabbar, então com 38 anos, emergiu com 30 pontos e 17 rebotes no segundo jogo e outros 36 pontos no quinto confronto para colocar os Lakers em uma vantagem de 3 a 2. No sexto jogo, os Lakers venceram os Celtics por 111 a 100 e conquistaram o título. Foi a primeira vez que os Lakers venceram um de seus maiores rivais em uma série final da NBA. Johnson apresentou médias de 18,3 pontos em 49.4% de aproveitamento de arremessos, com 14,0 assistências e 6,8 rebotes por jogo. Tanto ele quanto Abdul-Jabbar (eleito MVP das finais) viriam a declarar que aquela série final foi o ponto alto de suas carreiras.

Earvin, novamente, apresentou um duplo-duplo de médias na temporada regular de 1985-86, com 18,8 pontos, 12,6 assistências e 5,9 rebotes por jogo. Os Lakers avançaram às finais da Conferência Oeste, mas não conseguiram superar o Houston Rockets, que viriam a perder para o Boston Celtics na grande final. Após a derrota para os Rockets, Pat Riley, técnico dos Lakers, assumiu que o ataque de seu time deveria deixar de se concentrar somente em Abdul-Jabbar, que já se aproximava dos 40 anos. O foco passaria a ser Johnson. Nas palavras do armador, 
"De alguma forma, eu sabia que ia acontecer. Mas eu não sabia como isso seria comunicado, e eu não sabia se seria aceito. Eu sabia que tinha de começar comigo. Eu tinha de mostrar a todos que eu estava pronto. Eu tinha de ser um exemplo de que eu faria o que quer que fosse preciso para nos tornarmos vencedores."
 Johnson e Abdul-Jabbar passaram a treinar juntos para aprimorar a finalização do armador, com o pivô ensinando-lhe o seu sky hook, sua marca característica. Na temporada de 1986-87, Earvin teve médias de 23,9 pontos (a maior de sua carreira), 12,2 assistências (a maior da liga) e 6,3 rebotes por jogo e, pela primeira vez em sua carreira, recebeu o prêmio de Jogador Mais Valioso da temporada regular. Nos três anos anteriores, o MVP havia sido Larry Bird. "Eu não queria deixar [a liga] com Larry tendo três e eu nenhum", declarou o armador. Pelo terceiro ano consecutivo, os Lakers enfrentaram os Celtics nas finais da NBA. No quarto jogo da série, Johnson recebeu um passe longe da cesta e infiltrou-se no garrafão. Sob a marcação de Robert Parish e Kevin McHale, Johnson desferiu o sky hook ensinado por Kareem e deu a vitória aos Lakers a dois segundos do fim. Magic batizou aquele lance de "meu júnior, júnior, júnior sky-hook", enquanto Larry Bird afirmou que "Você espera perder com um sky-hook. Mas você não espera que ele venha do Magic". Os Lakers venceram os Celtics em seis jogos e Earvin recebeu o seu terceiro prêmio de MVP das finais, apresentando médias de 26,2 pontos em 54,1% de aproveitamento de arremessos, 13,0 assistências, 8,0 rebotes e 2,3 roubadas de bola por jogo.

### Bicampeonato e queda (1987—1991)
Antes do início da temporada de 1987-88, Pat Riley prometeu publicamente que os Lakers iriam buscar o bicampeonato, ainda que nenhum time tivesse conseguido vencer a liga duas vezes seguidas desde os Celtics, em 1969. Johnson teve outra temporada produtiva, com médias de 19,6 pontos, 11,9 assistências e 6,2 rebotes por jogo. Os Lakers não tiveram vida fácil nos playoffs: passaram por San Antonio Spurs por 3 a 0, mas precisaram de sete jogos para vencerem Utah Jazz e Dallas Mavericks por 4 a 3 e chegarem à série decisiva contra o Detroit Pistons de Isiah Thomas e os "Bad Boys" (apelido dado por conta do seu intenso jogo físico). Antes do início do primeiro jogo da final, Johnson e Thomas se cumprimentaram com beijos na bochecha, no que eles chamaram de uma "demonstração de amor fraternal". Após um empate em 3 a 3 nos seis primeiros jogos, James Worthy emergiu no jogo decisivo com 36 pontos, 16 rebotes e 10 assistências, conduzindo os Lakers a uma vitória por 108 a 105 e recebendo o prêmio de MVP das finais. Johnson teve médias de 21,1 pontos em 55,0% de aproveitamento de arremessos, 13,0 assistências e 5,7 rebotes por jogo. Aquele foi o quinto e último título da NBA em sua carreira. Para Johnson, aquela 
"(...) foi a temporada mais difícil, não porque nós fomos a sete jogos três vezes. Jogar contra Isiah em um campeonato é provavelmente a coisa mais difícil que eu já tive de fazer — tentando ficar longe um do outro, tentando não ser amigos. Essa é a coisa mais difícil pela qual eu já passei (...)"
Na temporada seguinte, Earvin apresentou médias de 22,5 pontos, 12,8 assistências e 7,9 rebotes por jogo, números que lhe renderam o seu segundo prêmio de MVP da temporada regular. Novamente, os Lakers chegaram às finais onde, novamente, enfrentariam os Pistons. Entretanto, Johnson sofreu uma lesão na coxa ainda no segundo jogo da série final e os Pistons conquistaram o título após vencerem os quatro primeiros jogos.
A temporada de 1989-90 foi a primeira de Earvin sem a companhia de Abdul-Jabbar, agora aposentado. Johnson teve médias de 22,3 pontos, 11,5 assistências e 6,6 rebotes por jogo e recebeu o seu terceiro prêmio de MVP da temporada regular. Todavia, os Lakers caíram para o Phoenix Suns nas semifinais de conferência em seu pior desempenho nos playoffs em nove anos. Na temporada seguinte, a franquia retornou às finais com um desempenho de 19,4 pontos, 12,5 assistências e 7,0 rebotes por jogo de Johnson durante a temporada regular. O adversário era o Chicago Bulls de Michael Jordan, considerado o maior jogador da história do esporte. Embora a série tivesse sido retratada como "Johnson contra Jordan", o responsável por marcar Earvin foi o ala Scottie Pippen. Apesar de Johnson ter conseguido dois triplos-duplos na série final, Jordan, eleito MVP das finais, conduziu os Bulls ao título por 4 a 1. Johnson apresentou médias de 18,6 pontos em 43,1% de aproveitamento de arremessos, 12,4 assistências e 8,0 rebotes por jogo, naquela que viria a ser a última série de finais de sua carreira.

### Anúncio do HIV e Olimpíadas (1991—1992)
Durante um exame realizado antes do início da temporada de 1991-92, Johnson descobriu que havia testado positivo para HIV em 24 de outubro de 1991. Em uma conferência de imprensa em 7 de novembro de 1991 no Great Western Forum, ele anunciou que estava se aposentando imediatamente do esporte.
"Eu não sabia que a conferência havia sido transmitida ao vivo nacionalmente pela CNN e pela ESPN (...) Meus amigos estavam me ligando de todo o país. Alguns deles disseram que iam ser testados. Nos dias seguintes eu fui abordado pelos reporteres da mídia da minha infecção e de reportagens de que, após o meu anúncio, milhares de pessoas foram aos hospitais e clínicas ao redor do país e pediram para fazerem o teste da AIDS. As linhas diretas foram incapazes de responderem à todas as ligações. As vendas de camisinhas cresceram, bem como as doações para organizações contra AIDS."—  Johnson, sobre o impacto do anúncio de que era portador do vírus HIV.
Johnson afirmou que nem sua esposa Cookie nem o seu filho, que ainda não havia nascido, portavam o vírus, e que ele dedicaria a sua vida para "combater essa doença mortal". Inicialmente, Earvin afirmou que ele não sabia como contraiu a doença; posteriormente, ele viria a descobrir que foi através de ter tido múltiplas parceiras sexuais durante sua carreira. À época, porém, apenas uma pequena porcentagem de portadores do vírus havia contraído o vírus através de sexo heterossexual, o que gerou especulações de que Johnson era homo ou bissexual, negadas por ele. Posteriormente, ele viria a acusar Isiah Thomas de espalhar os rumores, fato que Thomas negou. O anúncio de Johnson se tornou uma das principais notícias dos Estados Unidos e, em 2004, foi escolhida pela ESPN como o sétimo momento mais memorável dos 25 anos passados. O então presidente dos Estados Unidos, George H. W. Bush, afirmou, "Para mim, Magic é um herói, um herói para qualquer um que ame esportes".
Apesar da sua aposentadoria, os fãs votaram em Johnson como um dos titulares do Jogo das Estrelas de 1992, na Amway Arena. Todavia, seus companheiros Byron Scott e A. C. Green afirmaram que ele não deveria jogar, assim como outros jogadores da NBA, como Karl Malone, ala do Utah Jazz, que argumentaram que eles estariam em risco caso Johnson sofresse uma ferida enquanto estivesse em quadra. Apesar dos protestos, Johnson entrou em quadra e levou o time do Oeste a uma vitória por 153 a 113, marcando 25 pontos, distribuindo nove assistências e pegando cinco rebotes, números que lhe renderam o prêmio de MVP do Jogo das Estrelas. O jogo foi encerrado após Magic converter uma cesta de três pontos, e jogadores de ambos os times foram cumprimentá-lo.
Johnson ainda foi selecionado para os Jogos Olímpicos de 1992, no time que viria a ficar conhecido como "Time dos Sonhos", por conta das estrelas da NBA presentes na equipe. Problemas no joelho impediram que ele atuasse com frequência; todavia, os Estados Unidos foram campeões sem perder nenhum jogo. Durante a competição, Johnson foi aplaudido de pé pelos torcedores e, também, usou a competição como forma de inspirar os portadores de HIV.

### Pós-Olimpíadas e aposentadorias
Antes do início da temporada de 1992-93, Johnson anunciou a sua intenção de retornar à NBA. Ele chegou a treinar e a participar de alguns jogos de pré-temporada, mas voltou à aposentadoria antes do início da temporada, citando a controvérsia gerada por inúmeros jogadores em atividade em relação ao seu retorno. Durante sua aposentadoria, Earvin escreveu um livro sobre sexo seguro, iniciou atividade empresária, trabalhou como comentarista da NBC e excursionou por Ásia, Austrália e Nova Zelândia com um time de basquete composto por ex-jogadores universitários e da NBA.
Earvin retornou à NBA como técnico dos Lakers, próximo do fim da temporada de 1993-94, substituindo Randy Pfund. Após perder cinco de seis jogos, Johnson anunciou que ia deixar o cargo ao término da temporada. "Eu quero ir para casa. Nunca foi o meu sonho ser treinador". Ele comandou os Lakers durante 16 partidas, com uma série de 5—11. Na temporada seguinte, aos 36 anos, ele tentou um retorno como jogador: atuando como ala-pivô, Johnson disputou os 32 jogos finais da temporada regular, com médias de 14,6 pontos, 6,9 assistências e 5,7 rebotes por jogo. Após os Lakers perderem para o Houston Rockets na primeira rodada dos playoffs, Earvin aposentou-se definitivamente, afirmando, "Eu fiquei satisfeito com o meu retorno à NBA, ainda que eu esperasse que nós fôssemos mais longe nos playoffs. Mas agora eu estou pronto para desistir. É hora de seguir em frente. Eu estou ficando sem condições [de jogar], algo que eu não poderia ter dito quando desisti de retornar em 1992".

## Legado
"O quão grande Johnson foi enquanto jogador de basquete? Tão grande, talvez, que gerações futuras de fãs do esporte desejassem ter vindo ao mundo anos antes — apenas para que pudessem ver Magic jogar pessoalmente, ao invés de o assistirem somente através de vídeos de melhores momentos."—  Enciclopédia online da NBA.
Magic Johnson é um dos atletas mais bem-sucedidos e premiados da história da National Basketball Association e dos Estados Unidos. Seus prêmios e realizações incluem cinco títulos da NBA (1980, 1982, 1985, 1987 e 1988) e sua rivalidade com Larry Bird, referência do Boston Celtics, é creditada por ter "transformado a NBA, à beira da falência, em uma atração lucrativa". Nenhuma final da NBA nos anos 80 foi disputada sem que um dos dois estivesse em quadra, e eles disputaram as finais entre si em três ocasiões. Por ter vencido o Campeonato da NCAA em 1979 e a NBA em 1980 com os Lakers, Johnson tornou-se o terceiro atleta da história do basquete a conquistar títulos consecutivos da NCAA e da NBA (os outros são Bill Russell e Henry Bibby, com Billy Thompson se unindo a este grupo posteriormente). Foi com a sua chegada ao Los Angeles Lakers, em 1980, que a franquia encerrou um jejum de oito anos sem conquistar um título da NBA.
Em sua primeira temporada na NBA, Johnson tornou-se o único novato na história a conquistar o prêmio de Jogador Mais Valioso das Finais da NBA, muito em virtude de sua exibição no sexto jogo das finais. Sua performance naquela partida é considerada, até os dias atuais, como uma das maiores da história da liga: armador de origem, Johnson, então com 20 anos, iniciou a partida como pivô por conta de uma lesão de Kareem Abdul-Jabbar e, tendo atuado em todas as posições do basquete durante o jogo, ele marcou 42 pontos, pegou 15 rebotes e distribuiu sete assistências. "Johnson redefiniu a esfera tradicional de posição porque ele podia ser excelente em qualquer fase do jogo", afirma o seu perfil no website do Hall da Fama do Basquete.
Johnson estabeleceu uma série de recordes da NBA, sendo que alguns permanecem intactos até hoje. Nenhum jogador distribuiu mais assistências durante os playoffs do que Magic — ao todo, foram 2346 assistências, mais de 500 de diferença para John Stockton, segundo colocado (1 839). Ele liderou a liga em assistências distribuídas em três temporadas e, em média de assistências por jogo, em seis temporadas. Ele também estabeleceu recordes nas finais da NBA: nenhum jogador distribuiu mais assistências em um jogo de final do que Magic (21 contra os Celtics, em 3 de junho de 1984); ele também detém este recorde em se tratando de novatos (11, contra o Philadelphia 76ers, em 7 de maio de 1980). Além disso, Magic Johnson foi o jogador que mais distribuiu assistências em apenas um tempo de um jogo de final (14, contra o Detroit Pistons, em 18 de junho de 1988). À época de sua aposentadoria Johnson era o jogador com o maior número de assistências distribuídas na história da liga, com 10 141; esta marca viria a ser quebrada em 1995, quando John Stockton, do Utah Jazz, assumiu o posto. Em julho de 2012, Magic figurava na quarta posição na lista de jogadores com mais assistências na carreira.
Johnson também detém o recorde de mais temporadas consecutivas liderando a liga em roubadas de bola: foram duas vezes, em 1980 e 1981. Ele foi o segundo jogador da história a conseguir mais triplos-duplos, com 131 (o primeiro foi Oscar Robertson, com 181).

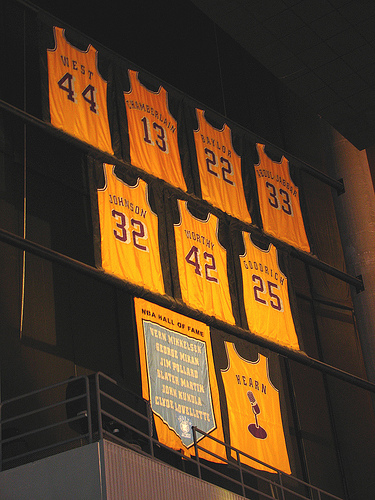
A camisa de número 32, utilizada por Johnson, foi aposentada pelos Lakers em 1992.

Em 13 de anos de carreira, Magic marcou 17 707 pontos e distribuiu 10 141 assistências, números que se traduzem em médias de 19,5 pontos e 11,2 assistências por jogo. Apesar de não ser considerado um exímio arremessador, Johnson teve um aproveitamento de arremessos de 52,0% em sua carreira. Em contrapartida, suas habilidades de drible e sobretudo de passe são exaltadas: "Se há um aspecto de seu jogo que mais impressionou as pessoas, eram suas habilidades de passe", afirma seu perfil na enciclopédia online oficial da NBA. Nos Lakers, Magic foi o ponto central de um estilo de jogo que ficou conhecido como "Showtime", descrito como "passes sem olhar no contra-ataque, passes precisos de ponte-aérea do meio da quadra, passes em giros e passes velozes sob a cesta através de marcação tripla".
Em sua carreira, Johnson conquistou três prêmios de Jogador Mais Valioso da NBA na temporada regular (1987, 1989 e 1990) e outros três prêmios de Jogador Mais Valioso das Finais da NBA (1980, 1982 e 1987). Ele é o segundo jogador que mais recebeu este prêmio, junto de Shaquille O'Neal e Tim Duncan. Johnson foi escolhido dez vezes para o Melhor Quinteto da NBA, sendo nove seleções consecutivas para o time principal (1982—1991) e uma para o segundo time (1981). Ademais, ele disputou 12 Jogos das Estrelas, sendo eleito Jogador Mais Valioso de duas edições da partida (1990 e 1992) e tendo estabelecido outros recordes: foi o jogador que mais distribuiu assistências em Jogos das Estrelas (127), o que mais distribuiu assistências em um único Jogo das Estrelas (22, na edição de 1984) e o que mais distribuiu assistências em um único tempo de um Jogo das Estrelas (13, no mesmo ano).
Magic Johnson é considerado o maior armador da história da NBA e um dos maiores jogadores da história da liga. A ESPN afirma, "Pode-se argumentar que ele é o único jogador na história da NBA que foi melhor do que Michael Jordan". Johnson foi induzido no Hall da Fama do Basquete em 2002 e foi incluído na lista de 50 Maiores Jogadores da História da NBA, em 1996. Ademais, ele foi eleito pela ESPN o 17º Atleta Norte-Americano do Século XX e o melhor armador de basquete de todos os tempos. Em 2009, a revista especializada SLAM elegeu Magic o sexto maior jogador da história da NBA, afirmando, "Nenhum jogador na história do basquete melhor combinou visão de quadra, competitividade e alegria em jogar". A camisa de número 32, utilizada por Johnson durante toda sua carreira, foi aposentada pelos Lakers em 16 de fevereiro de 1992 e uma estátua do jogador foi inaugurada no Staples Center em 2004.

### Estilo de jogo
"(...) pode haver uma forte discussão de que Magic Johnson foi o melhor jogador na história da NBA. Afora os recordes de assistências e o prêmio de MVP das finais enquanto novato, Magic Johnson foi o único jogador na história da liga capaz não somente de jogar nas cinco posições dentro de quadra, mas de dominar cada uma delas."
Magic introduziu um estilo veloz de basquete chamado "Showtime", descrito como uma mistura de "passes sem olhar durante o contra-ataque, precisos passes de ponte-área do meio da quadra, passes após giros e passes velozes sob a cesta através de marcação tripla". A ESPN, quando de sua escolha como o melhor armador de todos os tempos, o descreveu como "(...) o melhor de todos na transição. (...) Ele não era egoísta". Michael Cooper, ex-companheiro de Johnson nos Lakers, afirmou, "Houve ocasiões em que [Johnson] lançou passes e eu não tinha certeza de onde ele estava indo. Então um de nossos caras pega a bola e marca, e eu corro de volta pela quadra convencido de que ele deve ter lançado-o através de alguém".
Johnson foi excepcional porque jogava como armador mesmo medindo 2.06 metros, um tamanho reservado, normalmente, para jogadores de frente. Seu perfil no Hall da Fama do Basquete afirma, "Johnson redefiniu a esfera tradicional de posição porque ele podia ser excelente em qualquer fase do jogo". Ele combinou o tamanho de um ala-pivô com as habilidades de um-para-um de um swingman e o controle de bola de um ala.
"Talvez nós nunca mais vejamos outro jogador como Magic."

### Rivalidade com Larry Bird
A rivalidade entre Magic e Larry Bird foi iniciada em 1979, quando a Universidade Estadual de Michigan de Johnson derrotou a Universidade de Indiana de Bird nas finais da NCAA. A rivalidade continuou na NBA e atingiu o seu clímax quando os Lakers e os Celtics se encontraram em três das quatro finais da NBA entre 1984 e 1987. Johnson já afirmara que, para ele, a temporada regular de 82 jogos era composta por 80 jogos normais e dois jogos entre Lakers e Celtics. Similarmente, Bird admitiu que a primeira coisa que ele fazia pela manhã era checar a pontuação de Johnson do dia anterior. Posteriormente, Magic afirmou que, em relação a Bird, acompanhava 
"Todo jogo, todo dia, todo placar. O que ele [Bird] marcou [em pontos], quantos rebotes [pegou], quantas assistências [distribuiu]. A pessoa com a qual você se compara, para mim, era Larry Bird. Eu me certifiquei de que ele não se distanciaria muito de mim. Eu tinha de mantê-lo à vista. Quero dizer, se ele vai e consegue um triplo-duplo alto, eu tenho que conseguir um triplo-duplo alto. Se ele vai e faz um grande jogo em rebotes, talvez 20 rebotes, então eu tenho que conseguir 20 assistências."
Nenhuma final da NBA foi disputada na década de 80 sem que Johnson ou Bird estivessem em quadra. Os Lakers conquistaram o título em 1980, 1982, 1985, 1987 e 1988, enquanto os Celtics foram campeões em 1981, 1984 e 1986. Das dez finais disputadas entre 1980 e 1989, três delas foram disputadas entre Lakers e Celtics. A dominância de Johnson e Bird durante aquela época ainda pode ser expressa pelos prêmios individuais conquistados pela dupla: dos dez prêmios de Jogador Mais Valioso da Temporada distribuídos naquela década, seis foram concedidos à dupla (três para Johnson e três para Bird), que também conquistou cinco prêmios de Jogador Mais Valioso das Finais (três para Johnson e dois para Bird).
Para alguns especialistas, esta rivalidade contribuiu para evitar a decadência completa da NBA, que já não atraía tanta atenção do público e apresentava baixas audiências. Para Larry Schwartz, jornalista esportivo da ESPN, Johnson e Bird salvaram a NBA da falência. Alguns jornalistas desenvolveram teorias de que a rivalidade Johnson—Bird era tão apelativa porque sintetizava muitos contrastes, como a disputa entre Lakers e Celtics, a extravagância hollywoodiana ("Showtime") e a rudeza do colarinho azul de Boston/Indiana e, sobretudo, o contraste entre negros e brancos.
Eu acho que nós dois mudamos o jeito como a mídia, como os fãs olhavam para nós. Nós realmente nos aproximamos porque eu sou de Michigan, ele é de Indiana. (...) Eles costumavam dizer que nós não éramos parecidos e então eles descobriram que nós éramos muito parecidos. Então eu gosto de ser comparado ao Larry porque isso me coloca no lugar onde eu quero estar como jogador. (...) eu sabia que eu tinha de jogar em cada noite para me manter no páreo com Larry Bird no Leste. Arremessar 300 ou 400 bolas por dia, porque eu sabia que ele estava em French Lick fazendo a mesma coisa. Eu não podia relaxar nunca, porque eu sabia que Larry estava trabalhando.—  Magic Johnson, sobre a sua rivalidade com Larry Bird, do Boston Celtics.
Tal rivalidade, todavia, manteve-se dentro das quadras. Johnson e Bird tornaram-se amigos durante as gravações de uma propaganda da marca de sapatos Converse em 1985, que os retratava como inimigos. Johnson esteve na cerimônia de aposentadoria de Bird, em 1992, descrevendo-o como um "amigo eterno". Durante a cerimônia de indução de Johnson no Hall da Fama, Bird foi o responsável por induzi-lo. "Toda vez que eu o vejo, eu fico mais feliz", declarou Bird. A rivalidade entre os dois foi bem documentada, sendo, inclusive, objeto de um peça na Broadway chamada "Magic/Bird".

## Além das quadras

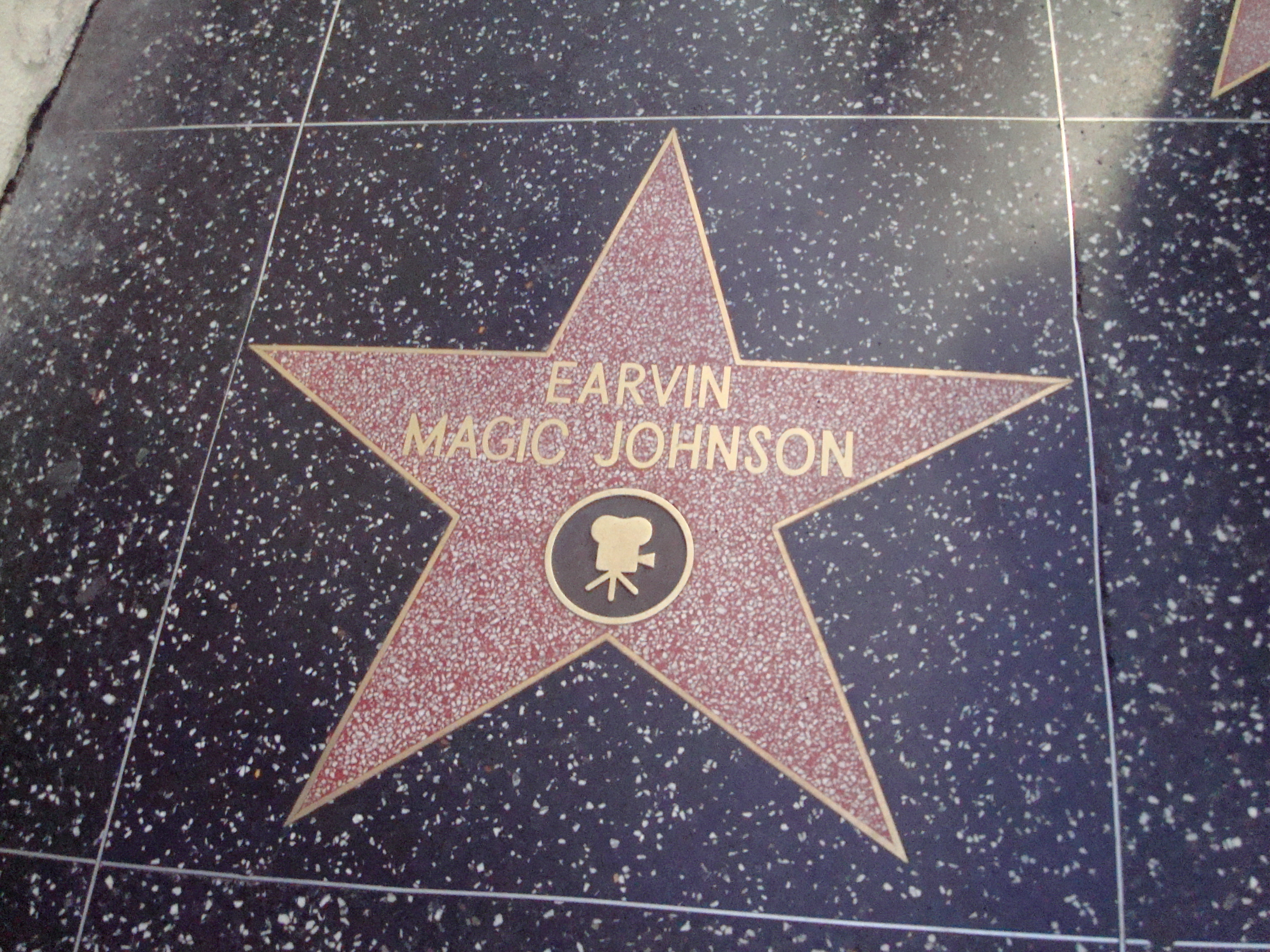
Estrela de Magic Johnson na Calçada da Fama de Hollywood.

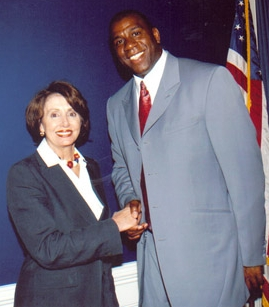
Em 2003, Magic se reuniu com Nancy Pelosi para discutir apoio federal às pessoas que têm AIDS.

### Vida pessoal
Earvin teve seu primeiro filho em 1981, com sua ex-namorada Melissa Mitchell. Andre Johnson foi criado pela mãe, mas visitava o pai constantemente e, a partir de outubro de 2005, passou a trabalhar nas Empresas Magic Johnson. Em 1991, Earvin se casou com Earlitha "Cookie" Kelly, em uma pequena cerimônia em Lansing. Johnson e Cookie tiveram um filho, Earvin III, e adotaram uma menina, Elisa, em 1995. Atualmente, Johnson reside em Dana Point, na Califórnia.

### Figura na mídia e atividade empresária
Em 1998, Johnson apresentou um talk show na Fox chamado The Magic Hour, mas o programa foi cancelado em dois meses por conta de baixa audiência. Atualmente, ele comanda as Empresas Magic Johnson, cujo patrimônio líquido está avaliado em 500 milhões de dólares. Suas subsidiárias incluem a Magic Johnson Produções, uma companhia promocional; Cinemas Magic Johnson, uma rede de cinemas espalhadas pelos Estados Unidos; e a Magic Johnson Entretenimento, um estúdio de cinema. Earvin também atua como palestrante motivacional. Ele trabalhou como comentarista da NBA por sete anos na TNT antes de se tornar um analista de stúdio para o NBA Countdown, da ESPN, em 2008. Em 1994, Earvin tornou-se um sócio minoritário do Los Angeles Lakers, tendo recebido o título de vice-presidente do clube, mas vendeu a sua parte em 2010. Em 2012, ele se juntou ao grupo que adquiriu o time de beisebol Los Angeles Dodgers.

### Ativismo
Após anunciar que havia contraído o vírus do HIV em novembro de 1991, Earvin criou as Fundações Magic Johnson, para auxiliar no combate ao vírus. Algum tempo depois, ele diversificou as atividades da fundação, incluindo objetivos de caridade e atuação junto a comunidades. Em 1992, ele se juntou à Comissão Nacional sobre AIDS, mas a deixou após oito meses, afirmando que a comissão não estava fazendo o suficiente para combater a doença. Johnson foi o orador principal do Dia Mundial de Combate à Aids de 1999, das Nações Unidas, e também tem atuado como Mensageiro da Paz desta organização.
O HIV tem sido associado a dependentes químicos e homossexuais, mas as campanhas de Johnson procuraram mostrar que o risco de infecção não está limitado a estes grupos. Johnson afirmou que o seu objetivo era "ajudar a educar todas as pessoas sobre o HIV" e ensinar às pessoas a não "discriminar pessoas que possuem HIV ou AIDS".
Para prevenir que o HIV progrida para uma situação de AIDS, Johnson toma uma combinação diária de remédios. Ele já foi garoto-propaganda dos remédios da GlaxoSmithKline e se associou aos Laboratórios Abbott em uma campanha para divulgar a luta contra a doença em comunidades afro-americanas.

## Estatísticas na NBA
| † | Campeão da NBA           |
|   | Líder da Liga            |
|   | MVP da Temporada Regular |
|   | Recorde da NBA           |

### Temporada Regular
| Ano      | Equipe   | PJ  | PT  | MPJ  | AP   | 3P   | LL   | RT  | AS   | BR  | TO  | PPJ  |
| -------- | -------- | --- | --- | ---- | ---- | ---- | ---- | --- | ---- | --- | --- | ---- |
| 1979-80  | Lakers†  | 77  | 72  | 36.3 | .530 | .226 | .810 | 7.7 | 7.3  | 2.4 | 0.5 | 18.0 |
| 1980-81  | Lakers   | 37  | 35  | 37.1 | .532 | .176 | .760 | 8.6 | 8.6  | 3.4 | 0.7 | 21.6 |
| 1981-82  | Lakers†  | 78  | 77  | 38.3 | .537 | .207 | .760 | 9.6 | 9.5  | 2.7 | 0.4 | 18.6 |
| 1982-83  | Lakers   | 79  | 79  | 36.8 | .548 | .000 | .800 | 8.6 | 10.5 | 2.2 | 0.6 | 16.8 |
| 1983-84  | Lakers   | 67  | 66  | 38.3 | .565 | .207 | .810 | 7.3 | 13.1 | 2.2 | 0.7 | 17.6 |
| 1984-85  | Lakers†  | 77  | 77  | 36.1 | .561 | .189 | .843 | 6.2 | 12.6 | 1.5 | 0.3 | 18.3 |
| 1985-86  | Lakers   | 72  | 70  | 35.8 | .526 | .233 | .871 | 5.9 | 12.6 | 1.6 | 0.2 | 18.8 |
| 1986-87  | Lakers†  | 80  | 80  | 36.3 | .522 | .205 | .848 | 6.3 | 12.2 | 1.7 | 0.4 | 23.9 |
| 1987-88  | Lakers†  | 72  | 70  | 36.6 | .492 | .196 | .853 | 6.2 | 11.9 | 1.6 | 0.2 | 19.6 |
| 1988-89  | Lakers   | 77  | 77  | 37.5 | .509 | .314 | .911 | 7.9 | 12.8 | 1.8 | 0.3 | 22.5 |
| 1989-90  | Lakers   | 79  | 79  | 37.2 | .480 | .384 | .890 | 6.6 | 11.5 | 1.7 | 0.4 | 22.3 |
| 1990-91  | Lakers   | 79  | 79  | 37.1 | .477 | .320 | .906 | 7.0 | 12.5 | 1.3 | 0.2 | 19.4 |
| 1995-96  | Lakers   | 32  | 9   | 29.9 | .466 | .379 | .856 | 5.7 | 6.9  | 0.8 | 0.4 | 14.6 |
| Carreira | Carreira | 906 | 870 | 36.7 | .520 | .303 | .848 | 7.2 | 11.2 | 1.9 | 0.4 | 19.5 |
| All-Star | All-Star | 11  | 10  | 30.1 | .489 | .476 | .905 | 5.2 | 11.5 | 1.9 | 0.6 | 16.0 |

### Playoffs
|  | MVP de Finais |

| Ano      | Equipe   | PJ  | PT  | MPJ  | AP   | 3P   | LL   | RT   | AS   | BR  | TO  | PPJ  |
| -------- | -------- | --- | --- | ---- | ---- | ---- | ---- | ---- | ---- | --- | --- | ---- |
| 1980     | Lakers†  | 16  | 16  | 41.1 | .518 | .250 | .802 | 10.5 | 9.4  | 3.1 | 0.4 | 18.3 |
| 1981     | Lakers   | 3   | 3   | 42.3 | .388 | .000 | .650 | 13.7 | 7.0  | 2.7 | 1.0 | 17.0 |
| 1982     | Lakers†  | 14  | 14  | 40.1 | .529 | .000 | .828 | 11.3 | 9.3  | 2.9 | 0.2 | 17.4 |
| 1983     | Lakers   | 15  | 15  | 42.9 | .485 | .000 | .840 | 8.5  | 12.8 | 2.3 | 0.8 | 17.9 |
| 1984     | Lakers   | 21  | 21  | 39.9 | .551 | .000 | .800 | 6.6  | 13.5 | 2.0 | 1.0 | 18.2 |
| 1985     | Lakers†  | 19  | 19  | 36.2 | .513 | .143 | .847 | 7.1  | 15.2 | 1.7 | 0.2 | 17.5 |
| 1986     | Lakers   | 14  | 14  | 38.6 | .537 | .000 | .766 | 7.1  | 15.1 | 1.9 | 0.1 | 21.6 |
| 1987     | Lakers†  | 18  | 18  | 37.0 | .539 | .200 | .831 | 7.7  | 12.2 | 1.7 | 0.4 | 21.8 |
| 1988     | Lakers†  | 24  | 24  | 40.2 | .514 | .500 | .852 | 5.4  | 12.6 | 1.4 | 0.2 | 19.9 |
| 1989     | Lakers   | 14  | 14  | 37.0 | .489 | .286 | .907 | 5.9  | 11.8 | 1.9 | 0.2 | 18.4 |
| 1990     | Lakers   | 9   | 9   | 41.8 | .490 | .200 | .886 | 6.3  | 12.8 | 1.2 | 0.1 | 25.2 |
| 1991     | Lakers   | 19  | 19  | 43.3 | .440 | .296 | .882 | 8.1  | 12.6 | 1.2 | 0.0 | 21.8 |
| 1996     | Lakers   | 4   | 0   | 33.8 | .385 | .333 | .848 | 8.5  | 6.5  | 0.0 | 0.0 | 15.3 |
| Carreira | Carreira | 190 | 186 | 39.7 | .506 | .241 | .838 | 7.7  | 12.3 | 1.9 | 0.3 | 19.5 |

## Prêmios e Homenagens
- National Basketball Association:
  - 5x Campeão da NBA: 1980, 1982, 1985, 1987 e 1988
    - 3x NBA Finals Most Valuable Player (MVP das Finais): 1980, 1982 e 1987

  - 3x NBA Most Valuable Player (MVP): 1987, 1989 e 1990
  - 4x NBA Assists Leader: 1983, 1984, 1986, 1987
  - NBA All-Rookie Team: 1980
  - NBA Citizenship Award: 1992
  - 2x NBA All-Star Game MVP: 1990 e 1992
  - 12x NBA All-Star: 1980, 1982, 1983, 1984, 1985, 1986, 1987, 1988, 1989, 1990, 1991 e 1992
  - 10x All-NBA Team:
    - Primeiro Time: 1983, 1984, 1985, 1986, 1987, 1988, 1989, 1990 e 1991
    - Segundo Time: 1982
- Seleção dos Estados Unidos:
  - Jogos Olímpicos:
    -  Medalha de Ouro: 1992

  - FIBA Americas Championship:
    -  Medalha de ouro: 1992